# Сурб-Хач
Сурб-Хач — монастирський комплекс Вірменської апостольської церкви в Криму (АРК, Україна). Комплекс розташований за три з половиною кілометри на південний захід від м. Старий Крим (Кіровський район АР Крим, Україна), на висоті п'ятсот метрів над рівнем моря, на схилі гори Гриця.

### Заснування і розбудова
Комплекс датують XIV–XVIII ст.ст.. Перша згадка — 1358 рік, коли, як стверджують дослідники, інок Ованес почав зводити в лісових хащах на гірському схилі церкву Сурб-Ншан на місці привезеного ще в ХІІІ ст. хачкара (каменя-хреста) із древньої вірменської столиці Ані. Саме він, хачкар (кам'яний хрест) Пиргчакар («Спаський камінь») дав назву як церкві, так і всьому комплексу.

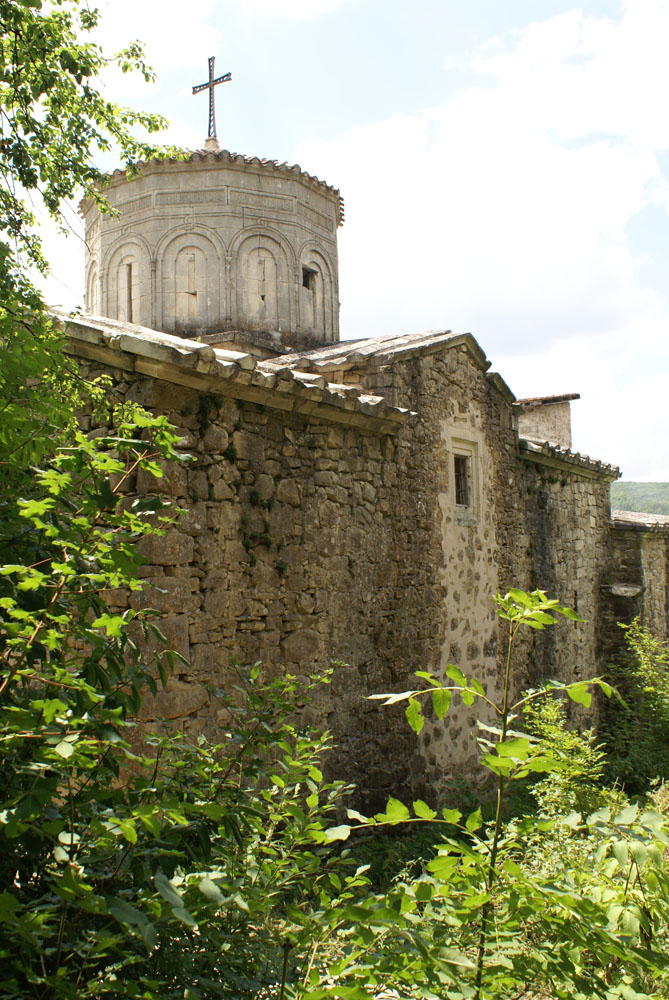
Східний мур церкви Сурб-Ншан

Сама́ поява храму та облаштування в ньому єпархіального престолу Вірменської апостольської церкви обумовлена історично: це своєрідний духовний протест проти насильницького покатоличення вірменів тодішньої Кафи (нинішньої Феодосії) генуезцями-колоністами. Ріс і розбудовувався комплекс протягом п'яти століть.
Церква мала нагадувати відірваним від вітчизни вірменам про батьківщину — і тому вона зведена за зразками вірменських середньовічних храмів. Це тринавна споруда з бутового каменю, в якій середня частина перекрита напівсферичним куполом з барабаном, який підтримується арками. По верхній частині барабану є різьблений напис з датою будівництва. В інтер'єрі храму збереглися різьблені хачкари, фонтан, а також рештки фресок XVIII ст..
В XIV–XV століттях при монастирі розміщувалась школа та духовна семінарія де викладали визначні вірменські духівники та вчені, митці та філософи. Тут була велика бібліотека, збірка літописів та книг з мініатюрами.
В XVI ст. З західного боку храму добудовують притвор. Дзвіниця споруджена на південно-західному куті будівлі. При монастирі були не лише келії — був і дім відпочинку (щось на кшталт готелю) для тих, хто довго добирався сюди звіддаля.
В 1694 році Акоп Кафаеці так писав про це місце:
|  | Тисячі людей, дорослих і юних, Приносять незліченні діяння, Йдучи до підніжжя твого на поклоніння, І дух, і тіло їхнє радіє... |

Коли в 1778 році Крим потрапляє в залежність від Російської імперії, разом з греками, грузинами та волохами було вивезено майже 12 598 вірмен. Значна їх частина оселилась біля гирла Дону й заснувала місто Новий Нахічевань. Багато вірмен не прижилися на нових землях й поступово стали повертатись в Крим. Занедбаний Сурб-Хач оживає в 1789 році, коли вірменська община Старого Криму отримує дозвіл на відродження своїх храмів.
В XVIII–XIX ст. на південний захід від цитаделі Сурб-Хача, на території саду, на схилах гори побудовані два фонтани з невеликими басейнами. Фасад верхнього фонтану з аркою складений з добре оброблених блоків каменю-вапняку. Верх фасаду обрамлений профільним карнизом. Колись у нього була вставлена мармурова плита із зображенням латинського хреста, клобука і ангелів над хмарами. Зараз вона викрадена. Оформлення фонтану і його архітектура типова для вірменського мистецтва подібних споруд чимало і в самій Вірменії.
Інший — нижній фонтан облаштований на третій нижній терасі біля основи кам'яних сходів. Фасад цього фонтану більш насичений декоративними деталями. Це і налічник з напівкруглою аркою, карниз цоколя і резервуара, «сталактитова» плита, хачкар.
В 1894 році юний Макс Кирієнко-Волошин, після прогулянки по лісу та монастирському саду написав наступний вірш:
|  | Ліс високий і тінистий, Усюди гори і пустир. Що це? Стіни споруди! А! Так ось він, монастир! Що ж у тім? Де є люди? Всюди тиш. Поблизу дзюркочить, В арці білого фонтану Світлий струмінь лиш... |

### Радянські часи
Трагічні події після 1917 року послужили поштовхом до тотального винищування православного духівництва. В 1924 році на дорозі недалеко від монастиря комуністи вбили останнього ченця. На цьому місці росте дерево, яке наші сучасники прикрашають кольоровими стрічками на згадку про ту трагічну подію. За радянської влади Сурб-Хач закрили як культову споруду остаточно вже в 1926 році, у довоєнні роки його використовували як піонерський табір. Під час Другої світової війни монастир постраждав найбільше від бойових дій і розграбувань. В 1963 році були початі реставраційні роботи по збереженню монастирського комплексу, в 1970-х роках проводились археологічні розкопки.

### Відродження
У 1994 році у храмі поновлено богослужіння, а у 2002 році постановою Ради міністрів Криму його повертають Вірменській апостольській церкві. Сурб-Хач внесено до головних туристичних об'єктів півострова Крим.
У липні 2008 року з нагоди 650-річчя комплексу відбулися урочисті заходи з відзначення пам'ятки, в тому числі і за участі представницької делегації з Вірменії, до складу якої увійшли духовний глава всіх вірмен Католикос Гарегин і президент Вірменії Серж Саргсян. Крім офіційної частини урочистостей, за участю вищого духовенства Вірменії відбулось також освячення всіх восьми хачкарів на території монастирського комплексу та урочиста літургія у церкві Сурб-Ншан.
Сурб-Хач, що час від часу переживав періоди занепаду і відновлення, залишається головною святинею нинішньої вірменської громади України.
Існує проект звернення до ЮНЕСКО для включення комплексу Сурб-Хач до Світової спадщини.

## Основні пам'ятки і споруди
До складу комплексу монастиря входять:
- церква Сурб-Ншан («Святе Знамення»), 1358 р., з притвором, внутрішнім подвір'ям та дзвіницею;

- «Г»-подібні у плані двоповерхові келії (1719) з бутового каменю;
- трапезна XVI–XVIII ст.ст. в західній частині монастирського подвір'я;
- фонтани XVIII–XIX ст.ст., що розташовані на двох терасах поблизу комплексу.

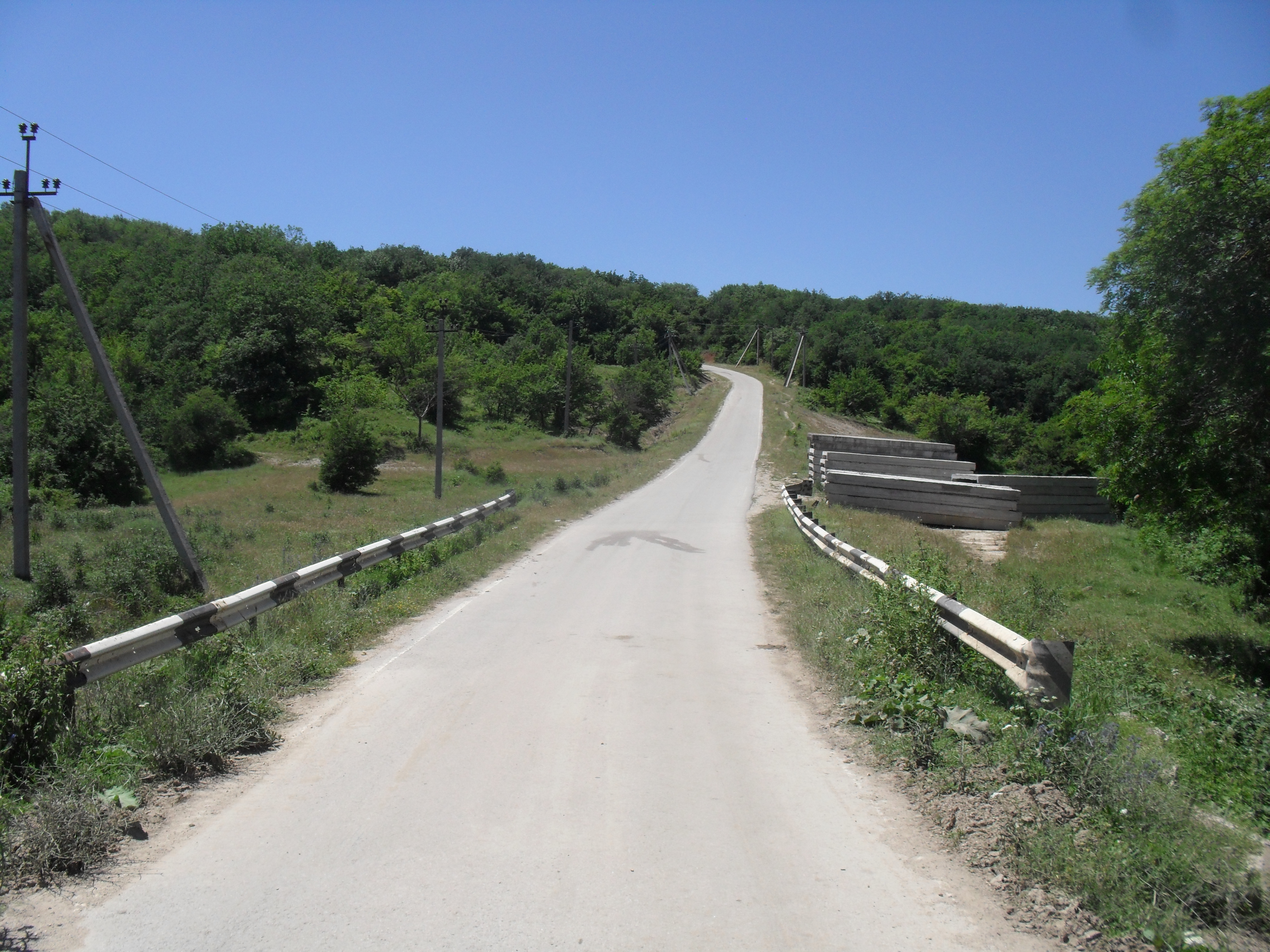
Дорога на гору до монастиря
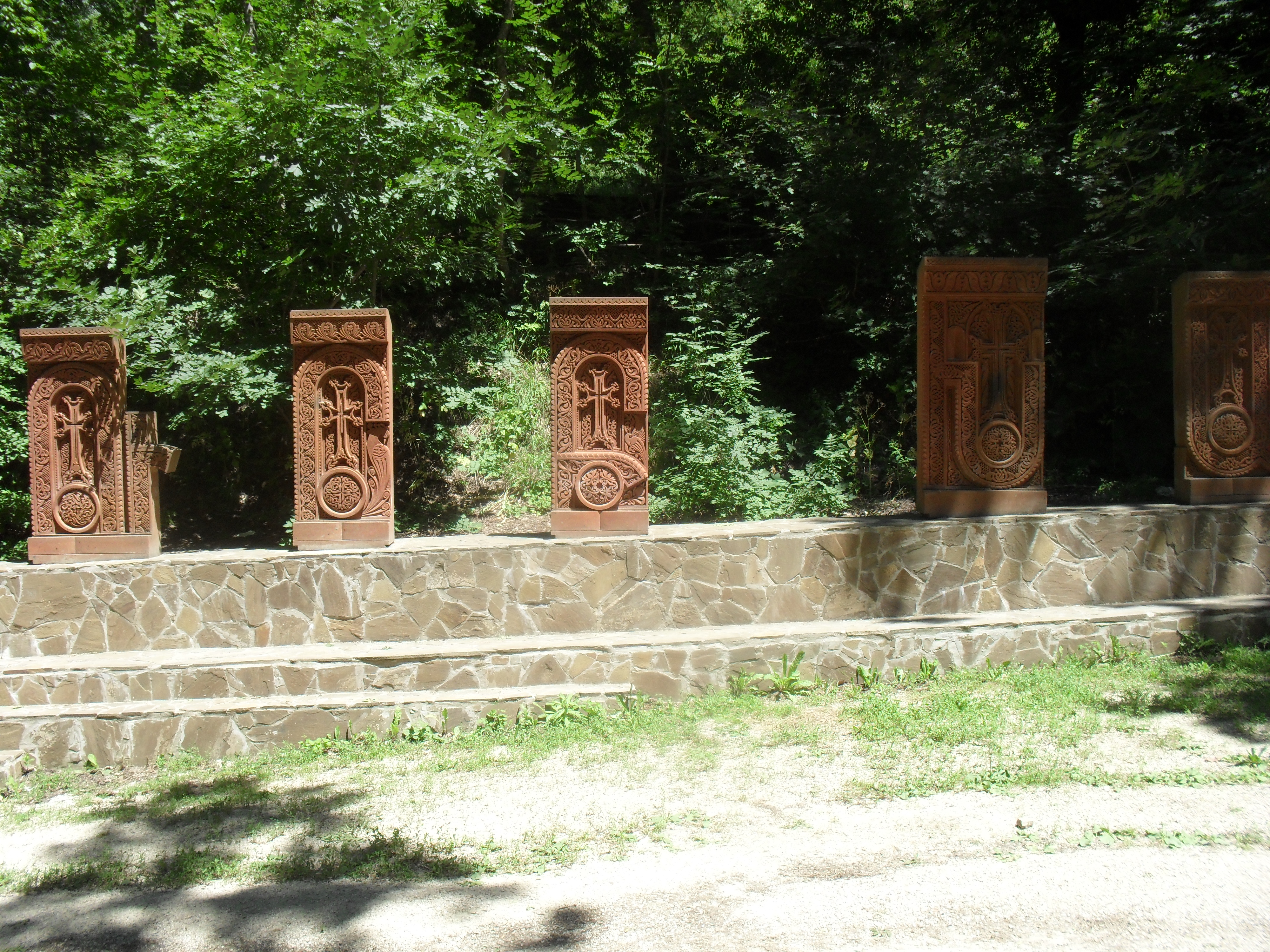
Вірменські літери, якими написана назва монастиря
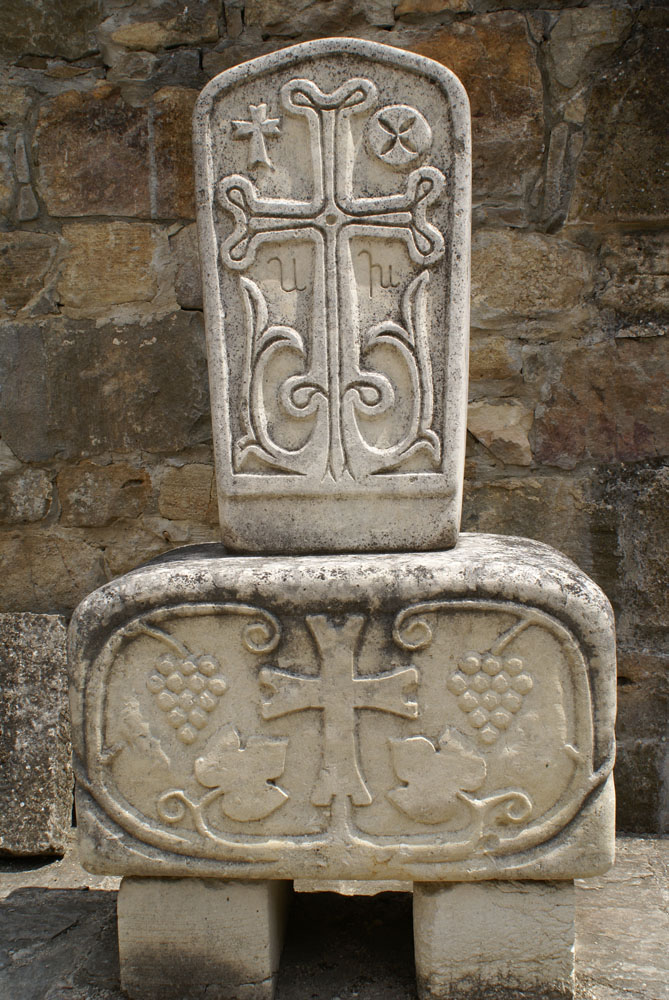
Хачкар біля входу в церкву Сурб-Ншан монастиря Сурб-Хач
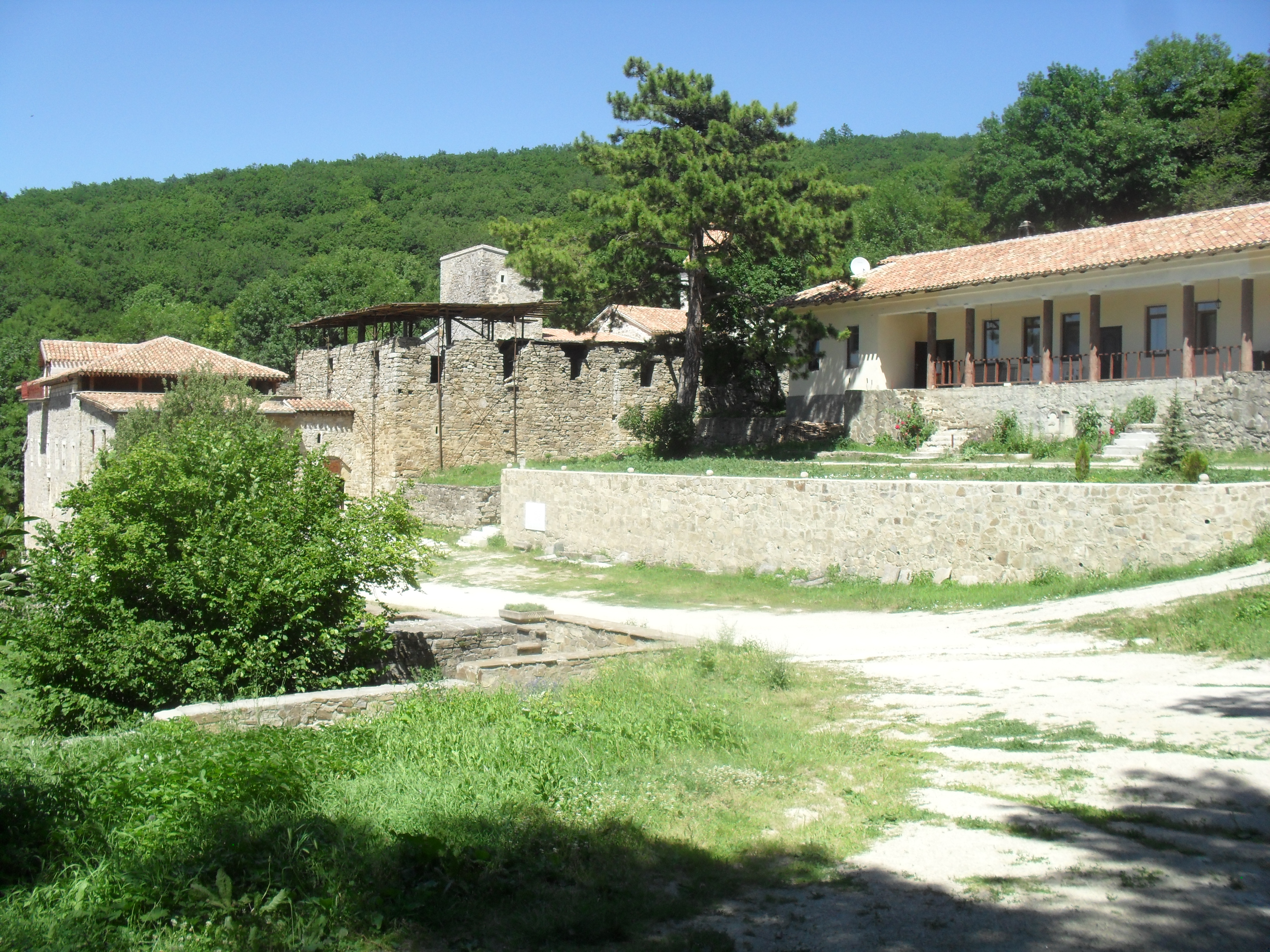
На території монастиря